# Formaldoxim
Formaldoxim ist das Oxim des Formaldehyds. Es wird als Reagens zur fotometrischen Bestimmung von Mangan(II)-, Eisen(II)-, Nickel(II)-, Cer(IV)- und Vanadium(V)-Ionen eingesetzt.

## Gewinnung und Darstellung
Formaldoxim-Lösung als Reagens für fotometrische Messungen wird aus Formaldehyd und Hydroxylamin hergestellt.
{\displaystyle \mathrm {H_{2}C{=}O+H_{2}N{-}OH\ \rightleftharpoons \ H_{2}C{=}NOH+H_{2}O.} }
Im festen Zustand liegt es trimer als 1,3,5-Trihydroxy-1,3,5-triazacyclohexan vor, dessen Hydrochlorid im Handel erhältlich ist.

## Eigenschaften
Formaldoxim bildet mit Mn3+ rot-braune und mit Fe2+ violette Komplexe.
{\displaystyle \mathrm {3H_{2}C{=}NOH+Mn^{3+}\ \rightleftharpoons \ [(H_{2}C{=}NO)_{3}Mn]+3H^{+}.} }

## Verwendung
Formaldoxim-Reagens wird zur Bestimmung von Mangan(II) verwendet. Es können auch Eisen(II), Nickel(II), Cer(IV) und Vanadium(V) bestimmt werden. Die durch Formaldoxim-Metall-Komplexe gefärbte Lösung wird fotometrisch ausgemessen.